# Jämtland
Jämtland (câteodată cunoscută ca Jemtia) este o provincie a Suediei.

## Județe
Jämtland este împarțită în mai multe "comune" (kommun). Acestea sunt:
- Härjedalens kommun
- Bergs kommun
- Bräcke kommun
- Ragunda kommun
- Krokoms kommun
- Strömsunds kommun
- Åre kommun
- Östersunds kommun

## Orașe
- Östersund
- Järpen
- Åre